# Bruneis Davis Cup-lag
Bruneis Davis Cup-lag styrs av Brunei tennisförbund och representerar Brunei i tennisturneringen Davis Cup, tidigare International Lawn Tennis Challenge. Brunei debuterade i sammanhanget 1994 och slutade samma år nia i Asien-Oceanienzonens Grupp III.